# Robert Dodsley

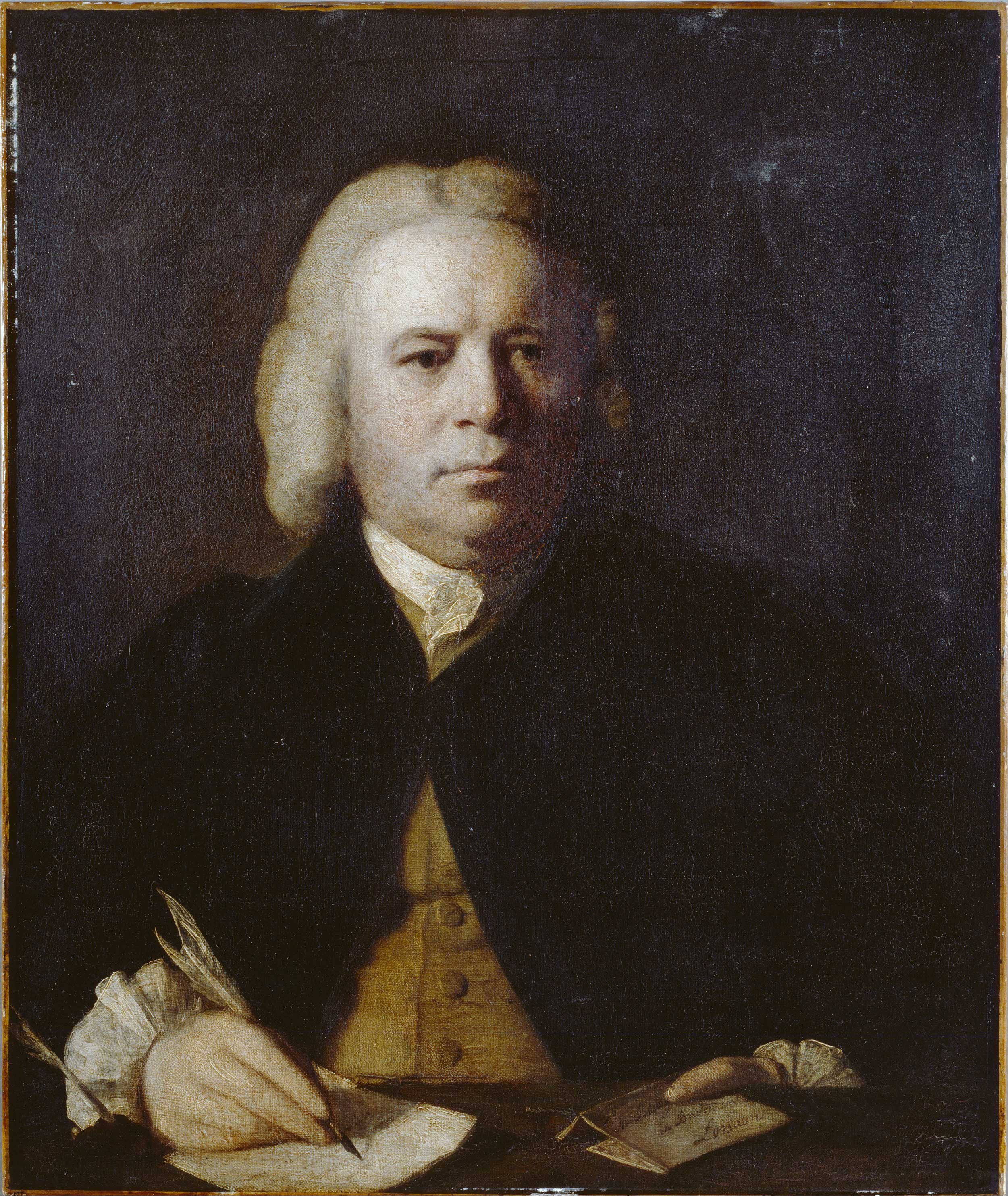
Robert Dodsley, porträtterad av sir Joshua Reynolds.

Robert Dodsley, född den 13 februari 1703 i Mansfield, Nottinghamshire, död den 23 september 1764 i Durham, var en engelsk skriftställare.
Dodsley debuterade med sin satiriska fars The Toy Shop på Covent Garden 1735. Han öppnade därefter en bokhandel och utgav Samuel Johnsons London 1738, en Select Collection of Old Plays (12 band) 1744, samt A Collection of Poems by Several Hands 1748. Hans lustspel var mycket omtyckta på sin tid. En samling av hans dramatiska verk utkom 1748 under titeln Trifles, och hans Miscellanies offentliggjordes 1772. Hans dikter omtrycktes 1815 i Works of English Poets.